# Pedro da Silva Sampaio
Pedro da Silva Sampaio (Guarda, 1572 - Salvador, 15 de abril de 1649) foi um bispo português, o sétimo bispo de São Salvador da Bahia de Todos os Santos e membro da junta governativa do Brasil.

## Biografia
Era filho de Brás da Silva, vereador, juiz e executor régio nas comarcas da Guarda e de Pinhel, com carta de armas datada de 1578, e de sua mulher, Simoa da Fonseca. Eram seus irmãos, D. António da Silva, Tesoureiro da Casa da Índia, Padre Urbano da Silva e Francisco da Silva, este pai de D. Micaela da Silva da Fonseca, que foi sua herdeira universal.
Ainda jovem, alcançou elevados graus acadêmicos, formando-se bacharel em cânones pela Universidade de Coimbra, em 21 de abril de 1594 e, em seguida, foi fazer o doutorado na Universidade de Salamanca, de onde voltou para ser incorporado na Universidade de Coimbra em 23 de maio de 1597. Finalmente tornou-se doutor em Cânones em 6 de dezembro de 1598.
Em 4 de fevereiro de 1603, foi nomeado promotor da Inquisição de Évora e, posteriormente, em 21 de junho de 1614, deputado do mesmo Tribunal, nomeado em 9 de dezembro deste ano. Foi nomeado Inquisidor da Mesa Pequena de Lisboa em 29 de agosto de 1617 e assumiu a Mesa Ordinária da Inquisição de Lisboa em 3 de julho de 1623. Foi deão da Sé de Leiria.

## Episcopado
Foi preconizado bispo de São Salvador da Bahia de Todos os Santos em 2 de setembro de 1632 e confirmado pelo Papa Urbano VIII em 6 de setembro, sendo consagrado em fevereiro de 1633 por Francisco de Castro, Bispo da Guarda e inquisidor-geral do Santo Ofício e chegando à diocese em 19 de maio de 1634. Entre sua prelazia e a de seu predecessor instalado, Dom Marcos Teixeira de Mendonça, houve um lapso de 10 anos, por conta da guerra aos holandeses.
Neste tempo, a diocese carecia de qualquer estrutura, sendo que a catedral da cidade ainda era de taipa, sendo que nela empregou todo o cuidado, buscando recursos com os mais abastados da vila. Por seu "gênio irascível e maneiras desabridas", não gozava de prestígio junto aos moradores nem junto à Corte. Foi o ordenante do padre jesuíta António Vieira, em 1634.
Mandou retirar todos os párocos da Parahyba, que estavam sob os auspícios dos holandeses invasores graças a um acordo assinado em 1635, dizendo que "deveriam sair das terras dos hereges", muito provavelmente dando ouvidos ao que dizia Matias de Albuquerque, vendo nessa política holandesa de complacência com os católicos como uma forma de reduzir a resistência. A Mesa da Consciência e das Ordens, em Lisboa, desautorizou tal ordem e em 17 de outubro de 1635, a Coroa confirmou a decisão de desautorização.
Com a Guerra da Restauração encerrada e a vitória portuguesa consolidada, viaja para Lisboa e comparece à pomposa cerimônia de coroação de Dom João IV e, segundo Peixoto de Alencar, volta disposto e exercer o governo da Colônia. Assim, o governador Marquês de Montalvão foi deposto, por supostamente não ter aclamado o Duque de Bragança como Rei de Portugal. Dessa forma, assume a presidência da junta governativa, junto com Luís Barbalho Bezerra e Lourenço de Brito Correia, até 1642. Dom João IV repudiou aos governadores os "termos indignos que haviam usado contra suas reaes ordens", já que em abril de 1641, despachou pelo jesuíta Francisco Vilhena "ordens secretas para toda a contingência", pela deposição do Marquês de Montalvão, uma vez que seus filhos tomaram partido da monarquia espanhola e havia rumores de que a esposa do Vice-Rei lhe remetera uma carta induzindo o marido a continuar apoiando aos Habsburgos.
Entre 1641 e 1645, num movimento oposto ao de 1635, passou a reinserir sacerdotes nas capitanias do norte, para as freguesias do Brasil Holandês, o que ajudou na desestabilização holandesa.
Morreu em 15 de abril de 1649, sendo sepultado na capela mór da Sé. Seus ossos seriam trasladados para Portugal por ordem de sua sobrinha e herdeira Dona Micaela da Silva, mas o galeão Santa Margarida, que os transportava, naufragou na altura dos Açores, o sepultando no oceano.